# مجداف داخلي

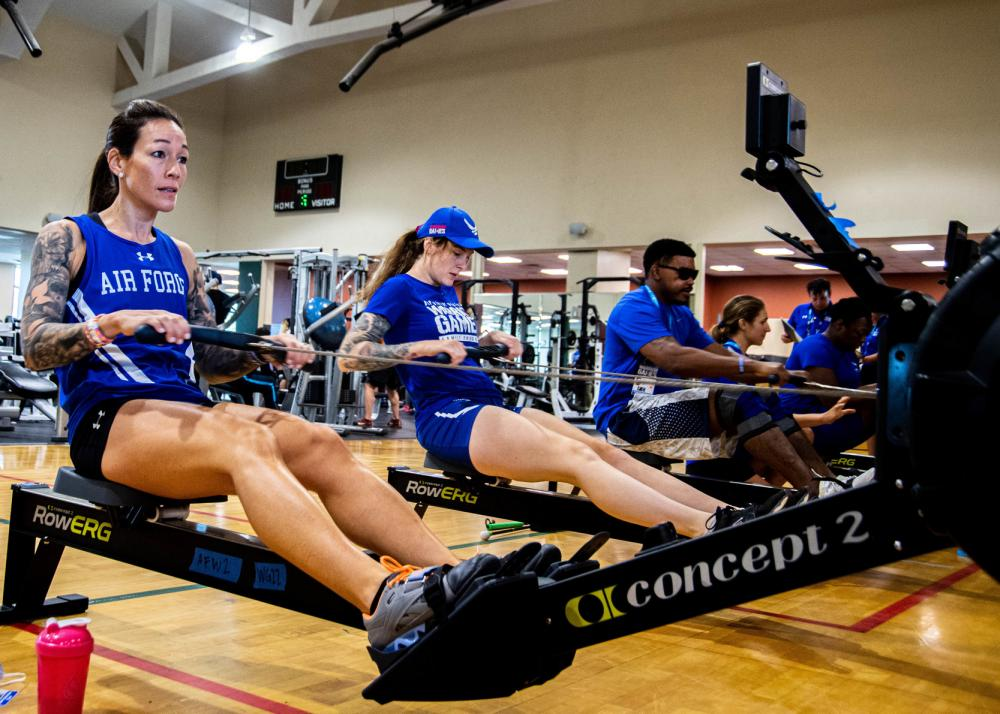
عدة مجاديف داخلية

المجداف الداخلي أو جهاز التجديف الداخلي أو آلة التجديف هو جهاز يُستخدم لمحاكاة حركة التجديف على متن قارب مائي لأغراض التمرين أو التدريب على التجديف. تُعرف أجهزة التجديف الداخلية الحديثة بمقاييس الشغل لأنها تقيس الشغل الذي يبذله المجدف (والذي يمكن قياسه بوحدة إرج). وقد أصبح التجديف الداخلي رياضة راسخة، ما جذب إليه بيئة تنافسية من جميع أنحاء العالم.